# ГЕС Росс
ГЕС Росс — гідроелектростанція у штаті Вашингтон (Сполучені Штати Америки). Знаходячись перед ГЕС Діабло, становить верхній ступінь каскаду на річці Скагіт, яка дренує західний схил Каскадних гір та впадає до затоки П'юджет-Саунд (пов'язана з Тихим океаном через протоку Хуан-де-Фука).
У межах проекту річку в 1940-му перекрили бетонною арковою греблею висотою 93 метри, яку в 1943-1949 наростили до показника у 165 метрів, чому відповідає довжина 396 метрів. Вона утримує водосховище з площею поверхні 47,8 км2 та об’ємом 1,7 млрд м3, рівень якого в операційному режимі коливається між позначками 467 та 490 метрів НРМ. В роки з високим рівнем опадів сховище в межах протиповеневих заходів може здреновуватись на додаткові 8 метрів.
До машинного залу, розташованого на лівому березі річки за 0,3 км від греблі, ресурс подається через два тунелі діаметром по 7,9 метра, які переходять у напірні водоводи діаметром по 4,9 метра. Останні живлять чотири турбіни типу Френсіс потужністю по 90 МВт, котрі працюють при напорі у 100,6 метра.